# ギャリー・リングローズ
ギャリー・リングローズ（Garry Ringrose、1995年1月26日 - ）は、ユナイテッド・ラグビー・チャンピオンシップ、レンスターに所属するラグビーユニオン選手。

## プロフィール
- アイルランド・ダブリン出身。
- ポジションはセンター(CTB)。
- 身長 191cm、体重 94kg
- U20アイルランド代表に選ばれたことがある[1]。
- アイルランド代表キャップは47（2022年12月現在）でラグビーワールドカップ2019のアイルランド代表に選ばれた[2]。

## 略歴
2015年、レンスターに加入。 